# Periplasma (geslacht)
Periplasma is een geslacht van insecten uit de orde vliesvleugeligen (Hymenoptera) en de familie Ichneumonidae.

## Soort
- P. tanaum Porter, 1967